# Perrey Reeves
Perrey Reeves (Nueva York, 30 de noviembre de 1970) es una actriz estadounidense, más conocida por ser la mujer de Ari Gold en la serie estadounidense Entourage que se proyectó en la cadena de canales HBO. Se hizo reconocida como Kristen DeSilva en Child's Play 3 (1991).

## Primeros años
Reeves nació en la ciudad de Nueva York, se crio en el campo de New Hampshire con una familia que no prefería no tener televisor. Su abuelo fue Hazard E. Reeves, un pionero quien introdujo el sonido estereofónico magnético en las películas, y su bisabuelo materno fue el senador estadounidense de Delaware James H. Hughes.

## Vida personal
Desde 1993 hasta 1995 fue novia del actor David Duchovny. En septiembre de 2014 se casó con el entrenador de tenis Aaron Endress-Fox con quien tuvo una hija, Phoenix Delphine Fox, nacida en octubre de 2017.

## Carrera

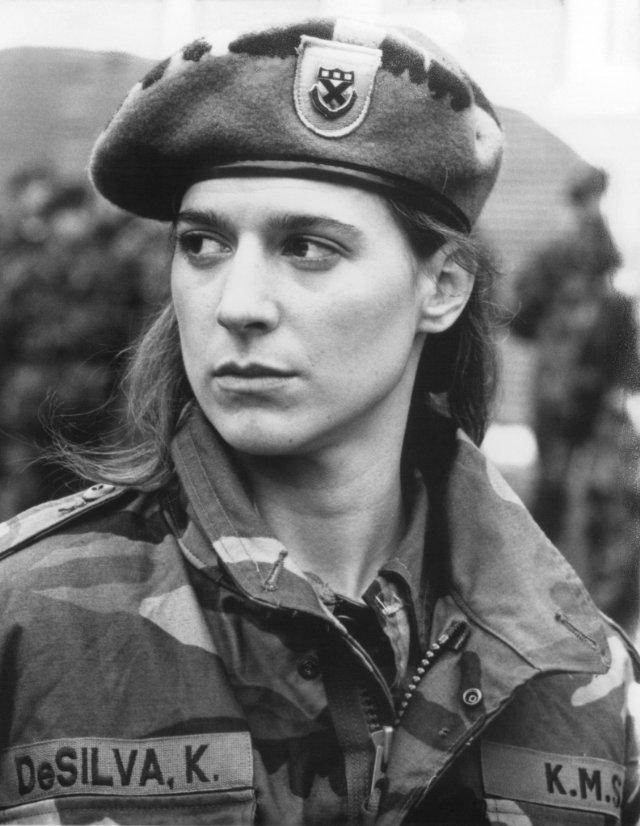
Perrey Reeves como Kristen DeSilva en Chucky 3 en 1990.

Coprotagonizó la serie de comedia de HBO Entourage (2004-2011) como Mrs. Gold, la esposa de Ari Gold. También tuvo apariciones en Rules of Engagement  y Grey's Anatomy. Otros papeles notables incluyeron a Marissa, junto a Will Ferrell, en la película Old School y Jessie en la película Mr. and Mrs. Smith. También ha participado en la comedia política American Dreamz, Expediente X, Kicking and Screaming, Escape to Witch Mountain y la película de terror Child's Play 3. 
En 2014 Reeves apareció durante la quinta y última temporada de Covert Affairs como la malvada Caitlyn Cook. Repitió su papel de Melissa Gold en la película Entourage en 2015. También interpretó a Nina Devon en la serie de televisión Famous in Love.

## Filmografía

### Film
| Año  | Título                 | Rol               | Notas           |
| ---- | ---------------------- | ----------------- | --------------- |
| 1991 | Child's Play 3         | Kristen De Silva  |                 |
| 1995 | Kicking and Screaming  | Amy               |                 |
| 1998 | Smoke Signals          | Holly             |                 |
| 1999 | The Suburbans          | Amanda            |                 |
| 2003 | Old School             | Marissa Jones     |                 |
| 2005 | Mr. & Mrs. Smith       | Jessie            |                 |
| 2005 | Undiscovered           | Michelle          |                 |
| 2006 | American Dreamz        | Marni             |                 |
| 2009 | An American Affair     | Adrienne Stafford |                 |
| 2009 | Vicious Circle         | Sargento Berger   |                 |
| 2013 | Innocence              | Ava Dunham        |                 |
| 2013 | Blake                  | Mae               |                 |
| 2014 | Dissonance             | Marty             |                 |
| 2014 | Fugly!                 | Penny             |                 |
| 2015 | Entourage              | Melissa Gold      |                 |
| 2016 | Noble Savages          | Holly Savage      |                 |
| 2017 | High Voltage           | Barb              |                 |
| 2018 | The Jurassic Games     | Savannah          |                 |
| 2018 | The World Without You  | Clarissa          |                 |
| 2019 | Plus One               | Gina              |                 |
| 2021 | Cosmic Sin             | Dra. Lea Goss     |                 |
| 2024 | Murder at Hollow Creek | Jennifer Bennett  | Post-producción |
| TBA  | The Italians           | Min               | Pre-producción  |

### Televisión
| Año       | Título                             | Rol              | Notas                                                                                       |
| --------- | ---------------------------------- | ---------------- | ------------------------------------------------------------------------------------------- |
| 1989      | Mothers, Daughters and Lovers      | Laura            | Film para TV                                                                                |
| 1989      | The Preppie Murder                 | Lauren           | Film para TV                                                                                |
| 1990      | Open House                         | Vicki            | Episodio: "Dumbstruck"                                                                      |
| 1990      | 21 Jump Street                     | Tracy Hill       | Episodio: "Poison"                                                                          |
| 1990      | The Flash                          | Pepper           | Episodio: "Child's Play"                                                                    |
| 1991      | Plymouth                           | Hannah Mathewson | Film para TV                                                                                |
| 1991-1992 | Doogie Howser, M.D.                | Cecilia          | Episodios: "Truth and Consequences" y "If This Is Adulthood, I'd Rather Be in Philadelphia" |
| 1992      | Homefront                          | Perrette Davis   | 3 episodios                                                                                 |
| 1993      | The Return of Ironside             | Suzanne Dwyer    | Film para TV                                                                                |
| 1994      | Red Shoe Diaries                   | Joey             | Episodio: "The Last Motel"                                                                  |
| 1994      | The X-Files                        | Kristen Kilar    | Episodio: "3"                                                                               |
| 1994      | Murder, She Wrote                  | Susan Constable  | Episodio: "The Murder Channel"                                                              |
| 1995      | Escape to Witch Mountain           | Zoe Moon         | Film para TV                                                                                |
| 1995      | Too Something                      |                  | episode: "The Car"                                                                          |
| 1995      | An Element of Truth                | Maizie           | Film para TV                                                                                |
| 1996      | Sliders                            | Taryn Miller     | Episodio: "Dead Man Sliding"                                                                |
| 2001      | Off Centre                         | Brooke           | Episodio: "A Cute Triangle"                                                                 |
| 2003      | CSI: Crime Scene Investigation     | Linda's Neighbor | Episodio: "Recipe for Murder"                                                               |
| 2003      | The Lyon's Den                     | Daphne           | 9 episodios                                                                                 |
| 2003      | CSI: Miami                         | Julia            | Episodio: "Hurricane Anthony"                                                               |
| 2004–2011 | Entourage                          | Melissa Gold     | 74 episodios                                                                                |
| 2005      | Medium                             | Karen Herzfeld   | Episodio: "Too Close to Call"                                                               |
| 2009      | Grey's Anatomy                     | Margaret         | Episodio: "Wish You Were Here"                                                              |
| 2009      | Rules of Engagement                | Ellen            | Episodio: "Family Style"                                                                    |
| 2009      | Ghost Whisperer                    | Rita Jansen      | Episodio: "Dead Listing"                                                                    |
| 2009      | Castle                             | Helen Parker     | Episodio: "One Man's Treasure"                                                              |
| 2010      | Private Practice                   | Kelly            | Episodio: "Second Choices"                                                                  |
| 2011      | Hawaii Five-0                      | Anne Davis       | Episodio: "Ne Me'e Laua Na Paio"                                                            |
| 2012      | NCIS                               | Wendy Miller     | Episodio: "Secrets"                                                                         |
| 2012      | White Collar                       | Landon Shepard   | Episodio: "Compromising Positions"                                                          |
| 2013      | Secret Lives of Husbands and Wives | Danielle Deaver  | Film para TV                                                                                |
| 2013      | Royal Pains                        | Minnie           | Episodio: "Can of Worms"                                                                    |
| 2013      | Perception                         | Miranda Stiles   | 3 episodios                                                                                 |
| 2014      | Covert Affairs                     | Caitlyn Cook     | 6 episodios                                                                                 |
| 2015      | Babysitter's Black Book            | Linda            | Film para TV                                                                                |
| 2016      | Beat Bobby Flay                    | Ella misma       | Episodio: "Green with Envy"                                                                 |
| 2017–2018 | Famous in Love                     | Nina Devon       | 20 episodios                                                                                |
| 2021–     | Paradise City                      | Natalie          | Spinoff televisivo de American Satan                                                        |